# Caputher Heuweg
Als Caputher Heuweg wird eine Straße in der kreisfreien Stadt Potsdam, der Hauptstadt des Landes Brandenburg bzw. ein Waldweg in Potsdam-Mittelmark bezeichnet.

## Verlauf
Der Caputher Heuweg beginnt ursprünglich als Waldweg nach Südosten abzweigend von der L 78, der Heinrich-Mann-Allee, kurz vor dem Bahnhof Rehbrücke. Die Straße ist Teil eines alten Verbindungsweges zwischen Caputh und den Wiesen des Springbruchs. Heute werden auch einige kleine Straßen im Wohngebiet Waldstadt II in Potsdam so bezeichnet. In fast westlicher Richtung verläuft er südlich am Kleinen Ravensberg vorbei und nördlich des Teufelssees, kreuzt den Berliner Außenring und die Bundesstraße 2, um in Caputh in der Bergholzer Straße aufzugehen. Der Caputher Heuweg ist etwa 6,5 Kilometer lang.

## Bilder

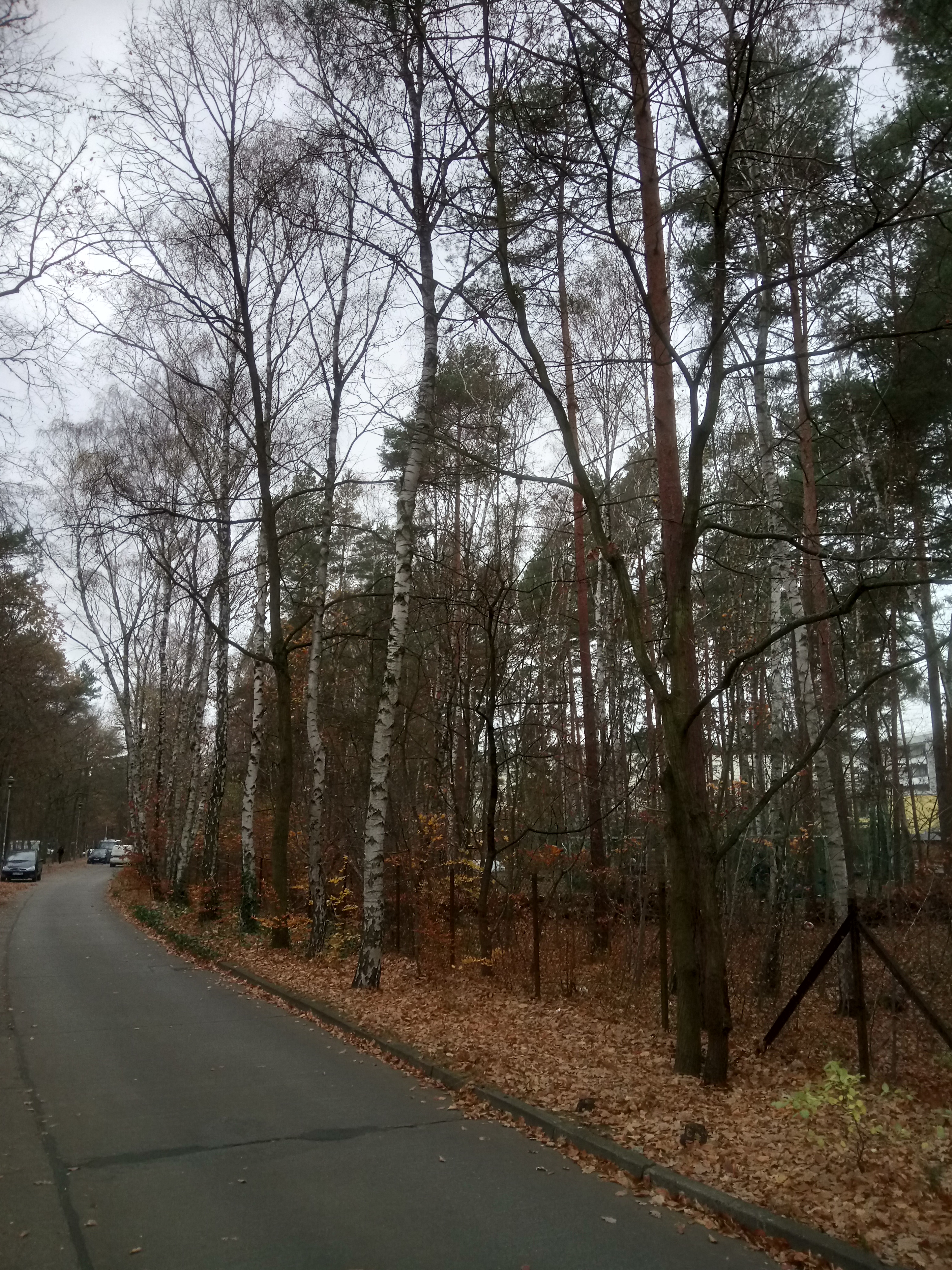
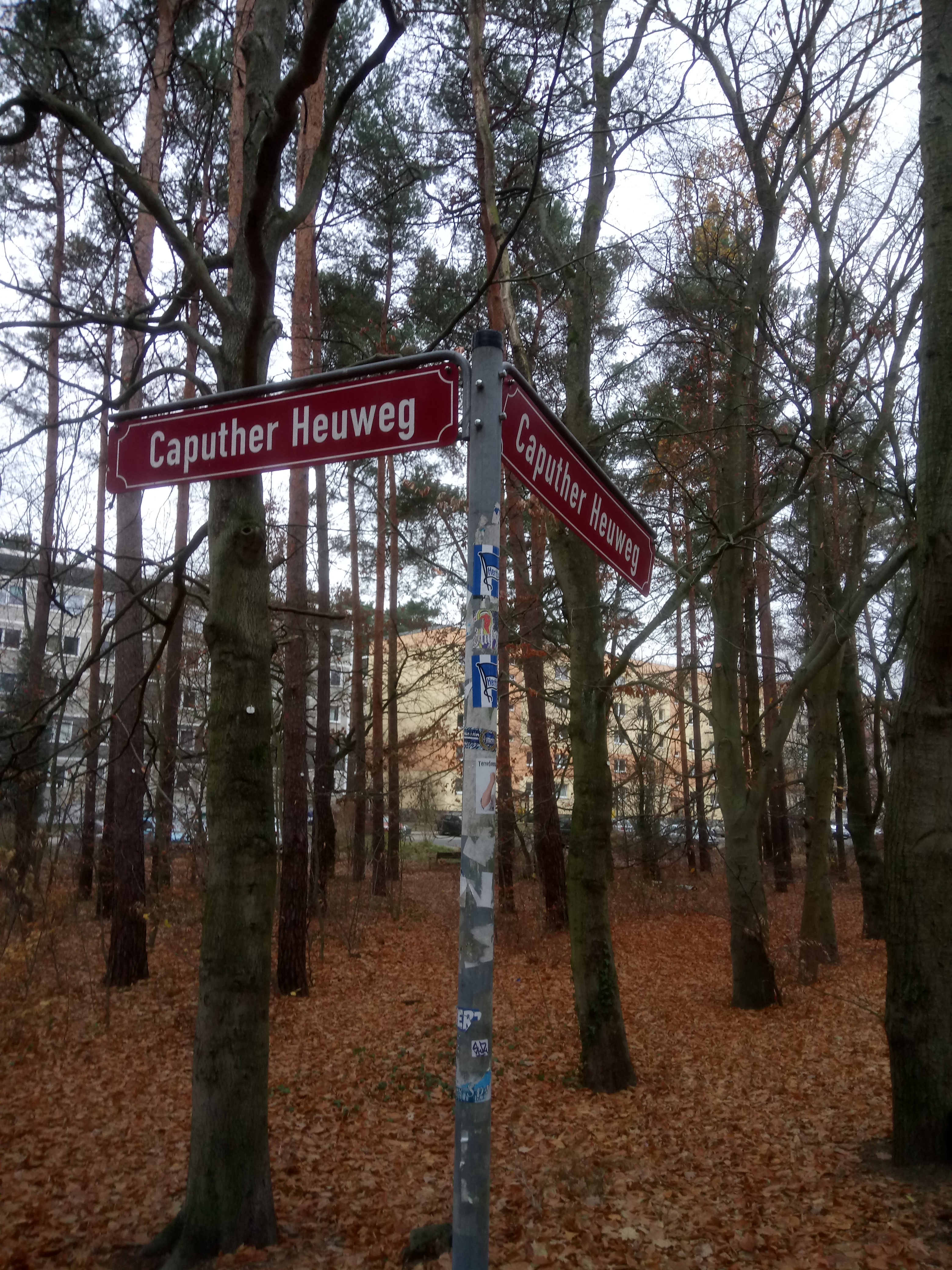

## Geschichte
Der Caputher Heuweg, dann fast in west-östlicher Richtung verlaufend, bildet heute die Grenze zwischen Potsdam und Potsdam-Mittelmark. Der Caputher Heuweg verband ursprünglich das Dorf Caputh mit den Nuthewiesen bei Drewitz. Das ehemalige Dorf Drewitz gehört heute zu Potsdam. Diesen etwa 10 Kilometer langen Weg durch den Wald mussten früher die Caputher Bauern zurücklegen, um die für ihre Viehzucht notwendigen Wiesengebiete in der Nuthe-Niederung zu erreichen. Die wenigen Wiesen in dem wald- und seenreichen Gebiet um Caputh reichten für die Viehhaltung nicht aus.